# Cotoca (stad)

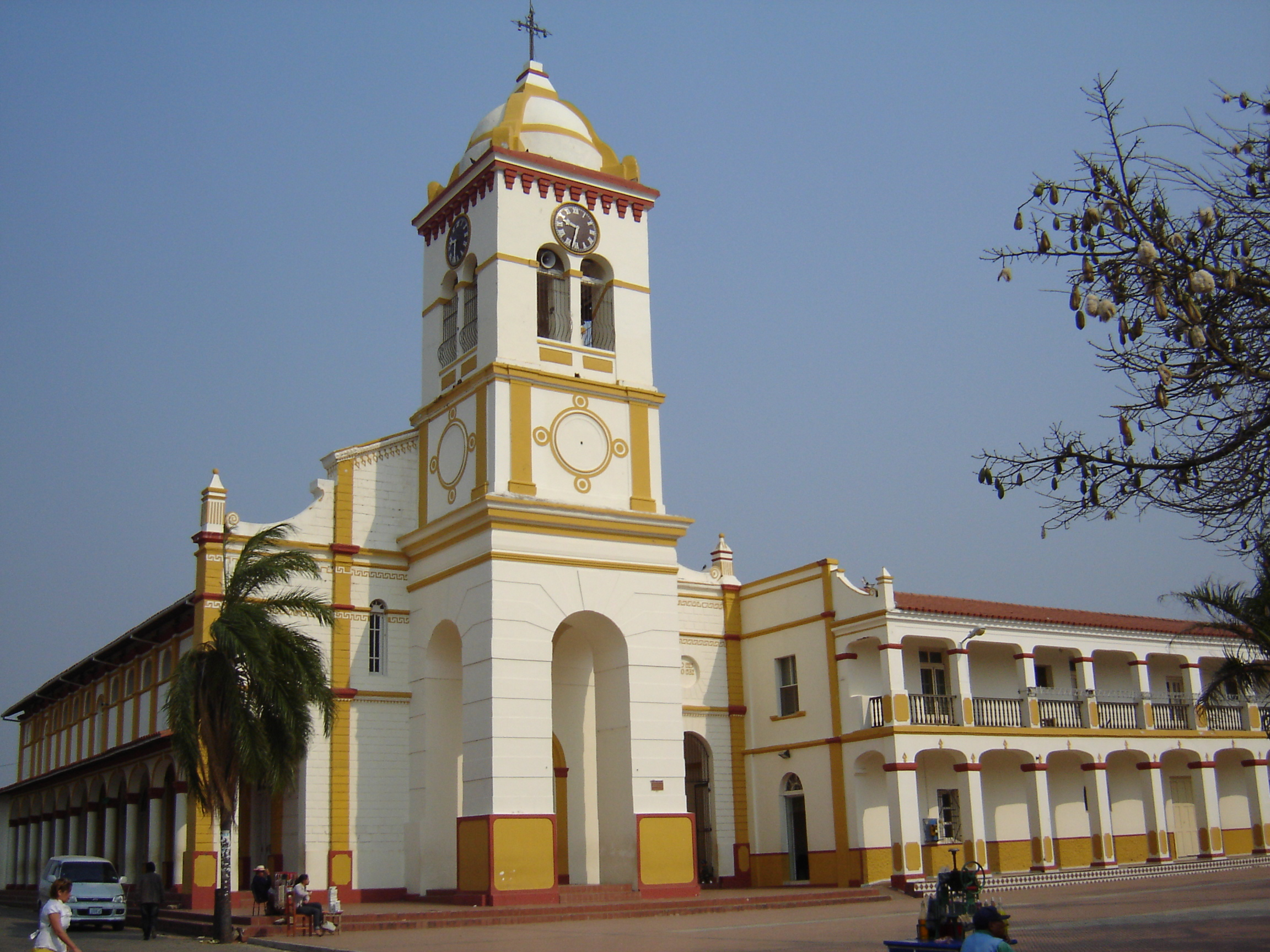
Puerto Acosta

Cotoca is de hoofdstad van de  provincie Andrés Ibáñez in het departement Santa Cruz in Bolivia.